# Filip Lukenda

Filip Lukenda (Barlovci, 1. svibnja 1943. - Presnača 12. svibnja 1995.) hrvatski je katolički svećenik iz Bosne i Hercegovine, mučenik
Rodio se 1. svibnja 1943. u Barlovcima u Bosni i Hercegovini. Njegov mlađi brat je Marko Lukenda romanopisac, književni kritičar i jezikoslovac.
Velečasni Filip Lukenda služio je kao župnik u župi Presnača kraj Banja Luke od 1955. do 1995. godine. Tijekom svog službovanja, značajno je doprinio zajednici kao graditelj i čuvar biskupijskog svetišta posvećenog Svetoj Tereziji od Djeteta Isusa, koje se nalazi u toj župi. Komunističke vlasti osudile su ga 1986. godine na četiri godine zatvora zbog tzv. neprijateljske propagande.
U noći 12. svibnja 1995. godine, između 2 i 4 sata ujutro, dogodio se tragičan incident u Presnači kada su Srbi spalili župni stan. U požaru su stradali: župnik Filip Lukenda i časna sestra milosrdnica Cecilija Grgić. Župna crkva uništena je miniranjem. Zločin se dogodio nedugo nakon Operacije Bljesak.
Započet je proces prikupljanja dokumentacije i svjedočanstava za beatifikaciju. Svake se godine 12. svibnja u Presnači obilježava obljetnica mučeničke smrti.